# Hot Girl
"Hot Girl" es el sexto episodio y final de la primera temporada de la serie de televisión de comedia estadounidense The Office. El episodio se emitió en NBC en Estados Unidos el 26 de abril de 2005. El episodio fue escrito por la productora consultora Mindy Kaling, lo que marca su primer crédito como escritora de la serie. El episodio fue dirigido por Amy Heckerling, su único crédito como directora de la serie.
En este episodio, Michael (Steve Carell) permite que una atractiva vendedora (Amy Adams) venda sus carteras en la oficina, llamando la atención de casi todos los hombres de la oficina. Pam (Jenna Fischer) y Jim (John Krasinski) aprovechan la situación para gastarle otra broma a Dwight (Rainn Wilson).
"Hot Girl" recibió críticas en su mayoría positivas de los críticos. Según Nielsen Media Research, el episodio recibió 4,8 millones de espectadores y obtuvo una calificación de 2,3/5% de participación entre los adultos entre 18 y 49 años.

## Trama
La empresa informa a Michael que se ha creado un programa de incentivos en el que el mejor representante de ventas de Dunder Mifflin será recompensado con un premio de hasta $1,000. Mientras Michael decide el premio, Katy Moore, una joven y guapa vendedora de bolsos, entra en la oficina para vender sus productos. Michael le permite instalar su tienda en la sala de conferencias. Mientras le muestra la oficina, Michael intenta impresionarla mientras hace todo lo posible para impedir las posibilidades de que cualquier otro hombre de la oficina consiga una cita con ella, llegando tan lejos como para gastar los mencionados $1,000 en una máquina de café expreso porque a ella le gusta el café. Roy menciona que iría por ella si no estuviera saliendo con Pam, y una Pam enojada lo corrige diciéndole que están comprometidos.
Jim convence a Dwight para que se acerque a Katy y le compre un bolso, lo que hace para el deleite de Pam y Jim. Sin embargo, Katy rechaza a Dwight cuando él la invita a salir. Cuando Michael se entera de que ella necesitará que la lleven a casa, se ofrece a llevarla. Mientras Pam está sentada en el escritorio de Jim y habla con él, Roy se acerca y saca a Pam de su mal humor haciéndole cosquillas; un Jim incómodo abandona su escritorio. Jim entabla una conversación con Katy, y luego le dice a Pam que él y Katy tendrán una cita durante el fin de semana, pero Pam no está segura de si está bromeando o no, particularmente después de que él dice que él y Katy podrían hacerse tatuajes iguales. Katy acepta que Jim la lleve, dejando a Michael devastado. Cuando Katy y Jim acuerdan salir a tomar algo mientras se suben a su auto, Pam se da cuenta de que Jim hablaba en serio sobre él y Katy.

## Producción

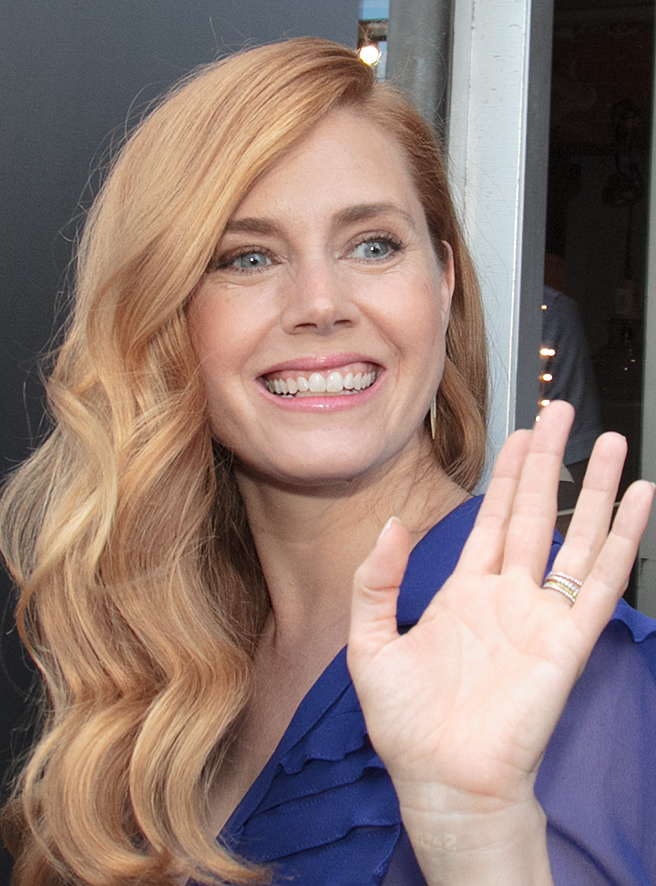
"Hot Girl" presentó al personaje recurrente Katy, interpretado por Amy Adams.

"Hot Girl" fue el primer episodio escrito por la escritora y actriz Mindy Kaling, quien interpreta a Kelly Kapoor. Kaling se convirtió en uno de los escritores más prolíficos de la serie, escribiendo 22 de sus episodios. Más tarde fue ascendida a productora ejecutiva del programa para su octava temporada. El episodio también fue el primero y único dirigido por Amy Heckerling. 
"Hot Girl" presentó el papel recurrente de Katy, interpretada por Amy Adams. Katy aparecería en dos episodios más: "The Fire" y "Booze Cruise". Adams comentó que disfrutó muchísimo su trabajo en el programa. En una entrevista con The Advocate, dijo que The Office "fue la mejor experiencia laboral. Me encantó ese programa y ese elenco. No sé si me creen, pero cada vez que los veo pienso: 'Dios mío, haré lo que sea para volver'. Varios años después de que dejó el programa como personaje recurrente, B.J. Novak quiso escribirle un cameo en el episodio de la séptima temporada "Threat Level Midnight", pero no estaba disponible para la filmación. "Hot Girl" fue uno de los dos episodios de la primera temporada, el otro fue "Health Care", que no contenía comentarios de miembros del elenco y el equipo en el DVD de la temporada.

## Recepción

### Audiencia
En su emisión original en Estados Unidos el 26 de abril de 2005, "Hot Girl" fue vista por un estimado de 4,8 millones de espectadores y recibió un rating share de 2,3/5% entre adultos de entre 18 y 49 años  Esto significa que fue visto por el 2,3% de todos los jóvenes de 18 a 49 años y por el 5% de todos los jóvenes de 18 a 49 años que miraban televisión en el momento de la emisión. El episodio, que se emitió después de Scrubs, mantuvo el 81% de su audiencia inicial. El episodio, junto con Scrubs, ocupó el cuarto lugar en su franja horaria, siendo superado por una repetición del drama médico de Fox House, que recibió una calificación de 6.3 en el grupo demográfico de 18 a 49 años, el reality show de CBS The Amazing Race, que recibió una calificación de 5.1, y ABC, que emitió una repetición de la comedia Según Jim y un nuevo episodio de la comedia Rodney, con un promedio de calificación de 3.3. "Hot Girl" recibió la calificación más baja en la historia del programa  hasta que fue superada por el episodio de la octava temporada "Tallahassee" casi siete años después. Después de la mediocre recepción del episodio, la revista Media Life predijo erróneamente que "Hot Girl" también serviría como el final de facto de la serie.

### Reseñas
El episodio recibió críticas moderadamente positivas de los críticos. Travis Fickett de IGN le dio retroactivamente al episodio un 8.0 sobre 10, lo que significa un episodio "excelente". Fickett escribió que "Hot Girl" ayudó a establecer en qué tipo de personaje se convertiría Michael en las temporadas siguientes, destacando la "profunda y desesperada soledad" del personaje, que eventualmente se convertiría en un concepto principal de la serie. Concluyó que el episodio terminó con un "momento clásico de The Office" (Michael se da cuenta de que Jim llevará a Katy a casa) que "captura la desesperación y la soledad de [Pam, Jim y Michael], y hace un gran trabajo al preparar el escenario para la excelente segunda temporada del programa". Miss Alli de Television Without Pity le dio al episodio una B, pero lo describió como "el más débil de la primera temporada". Alli señaló que el episodio fue en gran medida "un juego de palabras con el mismo chiste", con Michael y Dwight "haciendo el ridículo por Katy". Sin embargo, comparó positivamente la versión estadounidense del programa con la versión británica, afirmando: "Considerando todo, creo que la primera temporada está muy subestimada debido a comparaciones innecesarias con la versión británica", pero concluyó que el episodio fue "su momento débil".
Erik Adams de The AV Club le otorgó al episodio una "B+". Adams elogió ampliamente la actuación de Fischer, señalando que ella "ayudó a construir el arco de su personaje en cada paso del camino" en la serie y que varios de sus momentos en "Hot Girl" ayudaron a enfatizar este punto. Además, elogió la apariencia de Katy, señalando que ella causa una ruptura entre Pam y Jim, pero debido a "la confianza de la actuación de Adams y algunos compartimentos ocultos en el guión de Kaling", ella también tiene "agencia legítima".